# 992 (szám)
A 992 (római számmal: CMXCII) egy természetes szám.

## A szám a matematikában
A tízes számrendszerbeli 992-es a kettes számrendszerben 1111100000, a nyolcas számrendszerben 1740, a tizenhatos számrendszerben 3E0 alakban írható fel.
A 992 páros szám, összetett szám, nontóciens szám, téglalapszám (31 · 32). 992 tizenegy dimenziós egzotikus gömb létezik. Kanonikus alakban a 25 · 311 szorzattal, normálalakban a 9,92 · 102 szorzattal írható fel. Tizenkét osztója van a természetes számok halmazán, ezek növekvő sorrendben: 1, 2, 4, 8, 16, 31, 32, 62, 124, 248, 496 és 992.